# 石家庄镇
石家庄镇，是中华人民共和国山西省忻州市宁武县下辖的一个乡镇级行政单位。2021年5月，撤销新堡乡，整建制并入石家庄镇。以原新堡乡和原石家庄镇的行政区域为石家庄镇的行政区域。

## 行政区划
石家庄镇下辖以下地区：
沙沟岩村、沟口村、马头山村、吴家湾村、潘家湾村、定河村、阳方村、石家庄村、川胡屯村和十里桥村。